# Faaborgs 700 Aars Jubilæum
Faaborgs 700 Aars Jubilæum er en dokumentarisk optagelse af fejringen af Faaborgs 700 års jubiluam.

## Handling
Faaborg fejrer sit 700 års jubilæum som købstad den 13.-21. juli 1929. Gaderne er flagsmykkede og fyldt med mennesker, og der er historisk optog med udklædte aktører og blomsterdekorerede vogne. Den 16. juli ankommer Kong Christian X og Dronning Alexandrine til Faaborg Havn med kongeskibet Dannebrog, og de får en hjertelig modtagelse af de mange fremmødte mennesker. Kongeparret går fra borde og hilser på en lang række af byens borgere herunder krigsveteraner, honoratiores og pigespejdere. Derefter køres parret i bilkortege til en række forskellige steder i byen bl.a. Faaborg Museum og Faaborg Borger- og Realskole. Da rundturen i byen er ovre, bliver kongeparret roet tilbage til kongeskibet. Optagelserne ligger i tilfældig rækkefølge.